# 화순 동복 남덕원비
화순 동복 남덕원비(和順 同福 男德院碑)은 대한민국 전라남도 화순군 동복면 독상리에 있는 조선시대의 비석이다. 1999년 2월 26일 전라남도의 유형문화재 제209호로 지정되었다.

## 개요
남덕원은 금계산 기슭에 있었던 역원(驛院)으로, 조선시대에 교통시설과 공공기관으로 사용되었으나, 가까운 곳에 검부역이 생기면서 폐지되었다.
비는 이와 관련이 있는 것으로, 자연돌을 거칠게 다듬어 세워 놓았는데, 비의 윗변이 안쪽으로 비스듬히 다듬어져 전체적으로 뾰족한 인상을 준다. 앞면에는 8줄에 걸친 비문을 새겼다. 내용 중에는 동복현감을 지낸 ‘심지헌’이라는 인물의 이름도 보이는데, 그는 조선 현종 7년(1666) 9월 이곳에 부임하였다가 1668년에 다른 곳으로 옮겨갔음이 확인되었다. 비를 세운 시기도 현종 9년(1668) 3월이어서 그가 떠나기 전에 세웠던 것으로 보인다. 비문은 광산 김씨인 김진도가 새겼다.
역원과 관련된 유일한 비로, 동복현의 역사와도 깊은 연관이 있을 것으로 보여 중요한 의의를 지니고 있다. 또한 행서체로 쓰여진 비문은 자연석에 행서체를 새기는 경우가 아주 드물었던 17세기 당시의 것이라는 데에 더욱 눈길을 끈다. 세운 연대도 확실하며, 조선시대의 제도사 ·사회사 ·지방향토사 연구에도 좋은 자료적 가치를 지니는 작품이다.

## 참고 자료
- 화순동복남덕원비 - 국가유산청 국가유산포털